# Habitatge al carrer Sant Francesc, 114 (Vic)
L'Habitatge al carrer Sant Francesc, 114 és una obra de Vic (Osona) inclosa a l'Inventari del Patrimoni Arquitectònic de Catalunya.

## Descripció
Edificis civils. Tres cases entre mitgeres de les quals la central es troba molt deteriorada i les fels extrems estan reformades. Consten de planta baixa i dos pisos. Els pisos disminueixen la mida de les obertures amb l'alçada. A la planta s'obren portals rectangulars, alguns amb els brancals i llindes de pedra i un d'ells amb la llinda datada.
Al primer pis s'obren finestres rectangulars i al segon, seguint la mateixa tipologia, les obertures són més petites. La barbacana és formada per un ràfec inclinat i colls de fusta.
L'estat de conservació és diferent.

## Història
Sembla que es tracta d'edificis originaris del segle xviii com indica la llinda amb petites reformes als segles XIX i XX.
Està situada a l'antic carrer que comunicava la ciutat de Vic amb el camí de Barcelona, fins que al segle xiii Jaume I manà traslladar-lo al c/ Sant Pere.
L'extrem del carrer, al segle xvi, fou clausura del morbo i al segle xvii s'hi construí un baluard defensiu. Al segle xix es construí l'església del Roser, i l'any 1863 hi hagué un important aiguat que motivà grans destrosses al carrer.
A mitjans de segle XX es va construir un nou pont sobre el Meder i la zona es va expandir.